# Norbert Wolff (General)
Norbert Wolff (* 17. Mai 1935 in Breslau; † 9. Februar 2010 in Strausberg) war ein deutscher Offizier. Er war Generalmajor der NVA der DDR und stellvertretender Chef des Technischen Komitees der Vereinten Streitkräfte des Warschauer Vertrages.

## Leben
Wolff, Sohn eines Fleischers, trat nach dem Schulbesuch mit Abitur am 28. Juli 1953 als Offiziersschüler der Offiziersschule Torgau in die Kasernierte Volkspolizei (KVP) ein. Er wurde 1954 Mitglied der SED. Er war von 1954 bis 1959 Offiziershörer an der Hochschule für Offiziere in Dresden und wurde 1956 Angehöriger der NVA. 
1959/60 wirkte er als Fachlehrer für Ballistik am Institut für Ballistik in Dresden. 1960/61 war er Offizier in der Abteilung Forschung und Entwicklung des Ministeriums für Nationale Verteidigung (MfNV). 1961/62 absolvierte er einen Spezial-Lehrgang in der UdSSR und war dann 1963/64 Oberoffizier für Ballistik und 1964/65 Leiter der Unterabteilung Maschinenbau in der Abteilung Forschung und Entwicklung des MfNV. Von 1965 bis 1972 fungierte er als Stellvertreter des Chefs der Verwaltung Technik, 1972 bis 1977 als Stellvertreter des Chefs der Verwaltung Instandsetzung des MfNV. Vom 1. Mai 1977 bis 31. Dezember 1981 war er stellvertretender Chef des Technischen Komitees der Vereinten Streitkräfte des Warschauer Vertrages (Nachfolger von Horst Noack). Nach seiner Rückkehr in das MfNV war er 1982/83 Stellvertreter des Chefs Technik/Bewaffnung für den Bereich Technik, 1983/84 für den Bereich Beschaffung/Instandsetzung und von 1985 bis 1990 für den Bereich wissenschaftlich-technische und ökonomische Zusammenarbeit. Nach dem Regierungswechsel 1990 war er Stellvertreter des Chefs Sicherstellung im Ministerium für Abrüstung und Verteidigung (MfAuV) und zuletzt amtierender Leiter der Hauptabteilung technische Abrüstung. Am 30. September 1990 wurde er aus dem Militärdienst entlassen.
Wolff starb im Alter von 74 Jahren und wurde auf dem Evangelischen Friedhof in Strausberg beigesetzt.

## Auszeichnungen
- Vaterländischer Verdienstorden in Bronze
- Kampforden „Für Verdienste um Volk und Vaterland“ in Gold